# Doris Fitschen
Doris Fitschen (Zeven, 25 de outubro de 1968 – 15 de março de 2025) foi uma futebolista alemã.

## Carreira
Fitschen jogou 144 vezes pela Seleção Alemã de 1986 a 2001, com a qual conquistou quatro Campeonatos Europeus, além de obter o bronze nos Jogos Olímpicos de 2000.
Em clubes, atuou no TSV Siegen que ganhou duas Bundesligas e uma Copa da Alemanha. Também foi jogadora do 1. FFC Frankfurt, vencendo uma Bundesliga (1999) e duas Copas da Alemanha (1999 e 2000).

## Morte
Fitschen morreu em 15 de março de 2025, aos 56 anos.